# Clinostomus elongatus
Clinostomus elongatus е вид лъчеперка от семейство Шаранови (Cyprinidae). Видът не е застрашен от изчезване.

## Разпространение
Разпространен е в Канада и САЩ.